# 洛号护航驱逐舰
洛号护航驱逐舰（英語：USS Lowe，舷号：DE-325），是美国海军于第二次世界大战期间建造的一艘埃德索尔级护航驱逐舰，其舰名取自在瓜达尔卡纳尔战役中阵亡的海军十字勋章获得者小哈里·詹姆斯·洛（Harry James Lowe, Jr.）。
该舰由洛的母亲冠名，于1943年5月24日在德克萨斯州奥兰治联合钢铁厂铺设龙骨，随后于7月28日下水。11月22日，洛号正式服役，交由雷金纳德·希克斯·弗伦奇（Reginald Hicks French）中校指挥。

## 设计与装备
埃德索尔级护航驱逐舰的设计与巴克利级护航驱逐舰类似，均采用长船体并建有较高的舰桥。该级护航驱逐舰配备3英寸（76毫米）50倍径单装主炮，后续曾计划更换为5英寸（127毫米）38倍径主炮，但最终没有实际执行。该级护航驱逐舰由4台费尔班克斯-莫尔斯38D8-1/8-10内燃机提供动力，总功率最高可达6000匹马力，最高航速21节。其燃料舱可携带312吨重油，在12节航速下航程可达11000海里。此外，该级舰船还配备有较完善的侦查搜索系统，包括SL或SU水面雷达、SA对空雷达、QC声呐系统以及用于监听潜艇无线电的HF/DF天线。

## 服役历史
在百慕大完成试航调整后，洛号于1944年2月2日在南卡罗来纳州查尔斯顿加入护航舰队，护送UGS-32船团前往法属摩洛哥卡萨布兰卡。船团安全返航后，洛号很快护送另一批船团出发前往北非。4月20日，船团在地中海遭遇德军空袭，部分敌机从洛号右舷方向袭来并投下鱼雷，舵手紧急右转，成功化解危机。此后的数个月内，洛号又护送10批船团跨越大西洋以支援盟军在欧洲战场的行动。
1945年3月5日，洛号被调至第22.14特混舰队，与其他舰船一同前往纽芬兰海域开展猎潜大队任务。3月18日，洛号在哈利法克斯以东100英里（160）处使用声呐追踪到1艘敌军潜艇，她随后追上目标并用刺猬炮展开攻击，猎潜大队的其他成员也相继投下深水炸弹，成功击沉U-866号潜艇，洛号的指挥官及4名船员因此次行动受到表彰。5月3日，洛号在执行任务时发现了遇难的玛丽·达菲特号（Mary Duffitt）斯库纳船，她救起幸存者并使用舰炮击沉了该船残骸。
7月6日，洛号作为训练舰驶抵弗吉尼亚州诺福克执行任务，10月，她离港前往华盛顿特区参加海军节活动。11月1日，洛号受命前往约克敦卸载弹药，随后于12月30日驶抵格林科夫斯普林斯封存。1946年5月1日，洛号正式退役并加入美国海军预备舰队。
1951年7月20日至1954年6月1日，洛号被租借至美国海岸警卫队执行气象监测任务。1955年1月15日，被改造为雷达哨戒驱逐舰DER-325的洛号在长滩海军造船厂重归现役，她随后被分配至母港位于西雅图的第5护航中队，正式开始其雷达哨戒任务，此后直至该项任务终止，她共完成了67次哨戒巡逻。
1965年6月30日，洛号启程前往西太平洋，8月5日，她正式加入第七舰队，8月15日，她开始在越南指定海域设立监测站点，检查过往船只以阻断北越军队向南渗透的海上路线。此后一段时间，洛号一直在越南、台湾、香港海域活动。1968年9月20日，洛号在关岛退役，23日，她自美国海军除籍，随后于次年9月3日被出售拆解。

## 荣誉
洛号服役期间所获荣誉如下：
|                                                       |             |  |
|                                                       | Bronze star |  |
| Bronze star · Bronze star · Bronze star · Bronze star |             |  |

| 战斗行动奖章                 | 美国战役奖章                   | 欧洲-非洲-中东战役奖章 |
| 第二次世界大战胜利奖章       | 国防部服役奖章 （1枚战斗之星） | 韩国服役奖章           |
| 越南服役奖章 （4枚战斗之星） | 联合国韩国服役奖章             | 越南战役奖章           |

## 历任舰长
| 姓名       | 译名                     | 军衔     | 所属军种             | 任职时间                   |
| ---------- | ------------------------ | -------- | -------------------- | -------------------------- |
|            | 雷金纳德·希克斯·弗伦奇   | 中校     | 美国海岸警卫队       | 1943年11月22日             |
|            | 小詹姆斯·艾伯特·阿尔杰   | 少校     | 美国海岸警卫队       | 1944年5月22日              |
|            | 赫伯特·费尔德曼          | 少校     | 美国海岸警卫队       | 1944年10月14日             |
|            | 大卫·B·恩波迪            | 少校     | 美国海岸警卫队预备役 | 1945年12月                 |
|            | 乔治·拉塞尔·李           | 少校     | 美国海军             | 1946年1月-1946年5月1日     |
|            | 威廉·布罗姆菲尔德·埃利斯 | 中校     | 美国海岸警卫队       | 1951年7月20日              |
| 资料缺失   | 资料缺失                 | 资料缺失 | 资料缺失             | 1952年9月-1954年6月1日     |
|            | 约翰·雷诺·博尔肯         | 少校     | 美国海军             | 1955年1月15日              |
| 资料缺失   |                          |          |                      |                            |
|            | 罗伯特·戴尔·伍德         | 少校     | 美国海军             | 1959年9月                  |
|            | 斯坦利·西德尼·法恩       | 少校     | 美国海军             | 1961年11月                 |
|            | 理查德·约翰·伊德里斯     | 少校     | 美国海军             | 1963年                     |
|            | 威廉·约瑟夫·默多克       | 少校     | 美国海军             | 1965年9月15日              |
|            | 斯蒂芬·沃尔特·雷塞塔     | 少校     | 美国海军             | 1967年7月5日-1968年9月20日 |
| 参考文献： |                          |          |                      |                            |